# Anastasios Charalambis
Anastasios Charalambis Αναστάσιος Χαραλάμπης (Kalavryta, 1862 – 11 marzo 1949) è stato un politico greco, primo ministro ad interim per un solo giorno nel 1922.

## Biografia
Dopo aver studiato all'Accademia militare ellenica, combatté nella guerra greco-turca del 1884 e nelle guerre balcaniche.
Dall'aprile al giugno 1917 fu ministro degli Esteri.
Dopo la sconfitta contro la Turchia e la caduta del governo di Petros Prōtopapadakīs nel settembre 1922, in Grecia scoppiò una rivolta di militari vicini all'ex premier Eleutherios Venizelos che chiesero e ottennero le dimissioni di re Costantino I e del primo ministro Nikolaos Triantaphyllakos.
Venne dunque formato un gabinetto guidato da Alexandros Zaimīs con Charalambis ministro degli Esteri. Tuttavia, poiché Zaimis si trovava momentaneamente all'estero, Sōtīrios Krokidas venne nominato premier ad interim in attesa del suo ritorno in Patria. Il 29 settembre, mentre Krokidas era in viaggio verso Atene per prestare giuramento, Charalambis venne nominato primo ministro per un giorno in sua vece.